# Ambrogio Contarini
Ambrogio Contarini (Venezia, 1429 – 1499) è stato un ambasciatore ed esploratore italiano, cittadino della Repubblica Veneta.

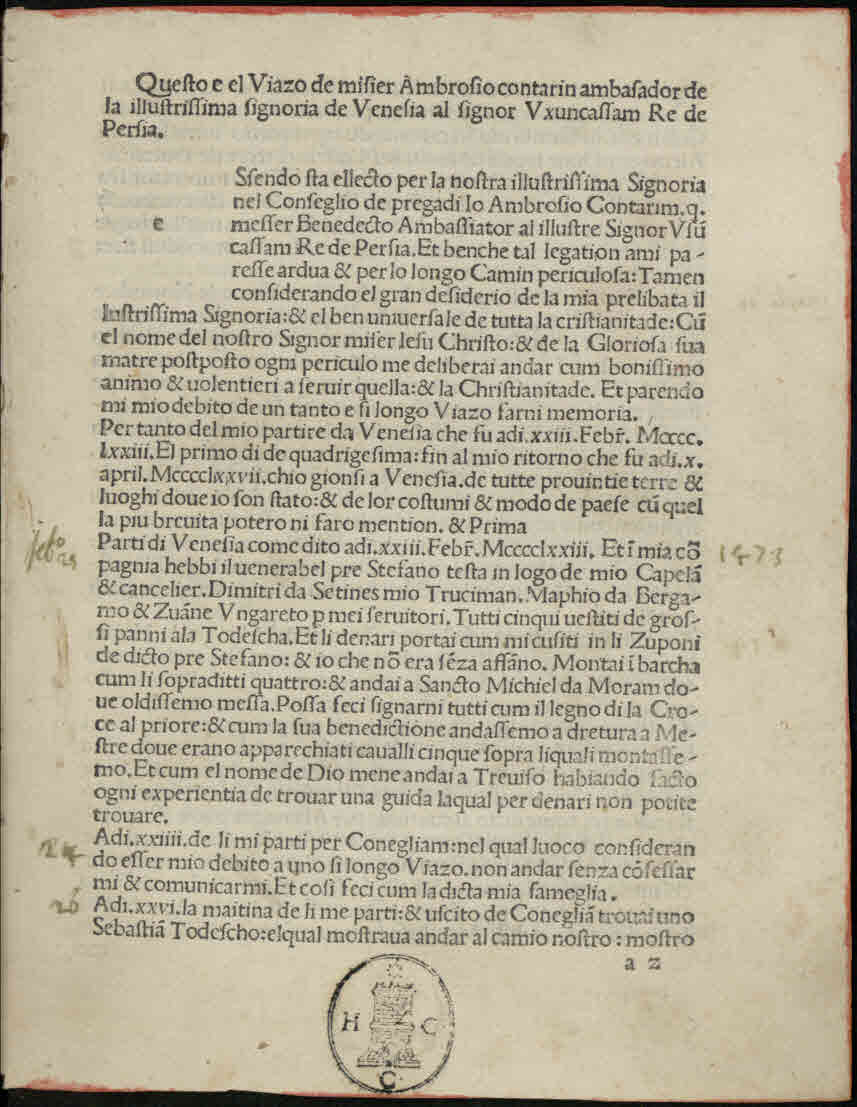
Incipit del Viaggio al signor Usun Hassan re di Persia, 1487

Stemma Contarini

Mercante patrizio, è noto per il racconto del suo viaggio in Persia presso Uzun Hasan, stampato a Venezia e tradotto in francese.

## Biografia
Ambrogio faceva parte della famiglia patrizia dei Contarini e passò la gioventù come mercante a Costantinopoli, capitale dell'impero ottomano. Lasciò la città durante la guerra del 1463. Nel 1470, era a bordo della nave Aegeus, che combatteva gli Ottomani. La Repubblica di Venezia, nel tentativo di costituire una nuova alleanza contro l'impero ottomano, mandò Contarini in missione diplomatica da Uzun Hasan (1473-1476), signore persiano di Aq Qoyunlu.
Partito da Venezia nel febbraio 1474, Contarini viaggiò attraverso l'Europa centrale, Kiev e la Georgia e raggiunse Tabriz nell'agosto 1474. In ottobre, incontrò Uzun Hasan nella sua capitale, Isfahan. Fu accolto benevolmente, ma la proposta veneziana di un'alleanza fu rifiutata. Contarini tornò a Venezia solo nel 1477, dopo molti ritardi e un difficile viaggio di ritorno. In tale viaggio, Contarini si fermò a Mosca, dove fu ricevuto dallo zar, Ivan III di Russia.
Il giorno del suo ritorno a Venezia, Contarini riferì oralmente al consiglio dei Dieci. Dopo il suo ritorno ricoprì diversi incarichi tra cui assieme ad Andrea Erizzo di consigliere della Regina di Cipro Caterina Cornaro, nel 1482 fu podestà di Vicenza e successivamente patrono dell'Arsenale di Venezia. Nel 1479 sposò Maria Crispo vedova del patrizio Marco Querini. Fu inviato ad Alessandria d'Egitto e di nuovo a Cipro che era diventata dominio veneziano.
Il suo resoconto fu pubblicato a Venezia nel 1476 da Annibale Fossi sotto il titolo Questo e el Viazo de misier Ambrogio Contarini e più volte ristampato. Un resoconto scritto della sua missione fu stampato nel 1486 a Vicenza ed è dominato dalle sue vicissitudini personali, ma contiene molte informazioni utili sulle regioni da lui visitate, specialmente la Persia di Uzun Hasan.

## Opere
- Ambrogio Contarini, Viaggio al signor Usun Hassan re di Persia, Venezia, Annibale Fossi, 1487.